# 리유민
리유민(李維民, 1914년~?)은 조선민주주의인민공화국의 정치인이다.

## 생애
전라남도 보성에서 태어난 그는 1932년에 상하이로 망명해 퉁지 대학 독어과에서 수학한 뒤 의열단(義烈團)의 조선혁명간부학교에 입학했다.
이후 중국공산당에 입당하고 1935년 8월 남경(南京)에서 결성된 혁명동지회를 지도했다. 1941년 1월, 태항산(太行山)에서 화북조선청년연합회 결성에 참여하여 조직부장에 취임했으며, 1942년 7월에는 태항산 팔로군(八路軍) 근거지에서 결성된 화북조선독립동맹의 중앙집행위원 겸 조직부장으로 선출되었다. 1944년 초 태항산에서 건립된 적구공작반(敵區工作班) 조직부 책임자가 되었다.
광복 이후에 38선 이북으로 귀국한 뒤 1946년 3월 조선신민당 결성에 참여하고 조직부장이 되었다. 1948년 3월 북조선로동당 제2차 대회에서 중앙위원으로 선출되었으며, 8월에는 제1기 최고인민회의 대의원이 되었다.
1950년 10월, 6.25 전쟁 중 박헌영과 함께 베이징을 방문했다. 1953년 12월에 최고인민회의 부의장으로 재직한 데 이어서 1956년 4월에는 조선노동당 제3차 대회에서 중앙위원으로 선출되었다. 그러던 1958년, 연안파 숙청에 연루되어 해임되었다.

## 참고 자료
- Suh, Dae-sook (1981). 《Korean Communism 1945–1980: A Reference Guide to the Political System》 1판. University Press of Hawaii. ISBN 0-8248-0740-5.